# Schollach
Schollach osztrák község Alsó-Ausztria Melki járásában. 2025 januárjában 1082 lakosa volt. 

## Elhelyezkedése

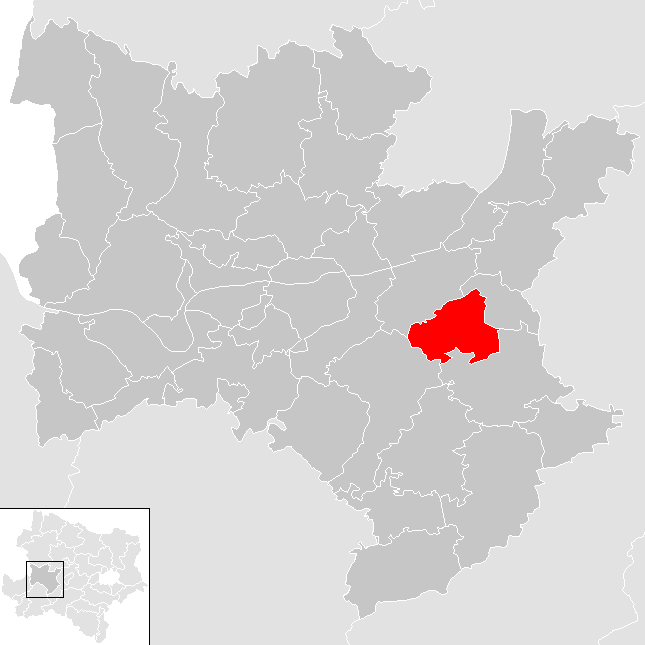
Schollach a Melki járásban

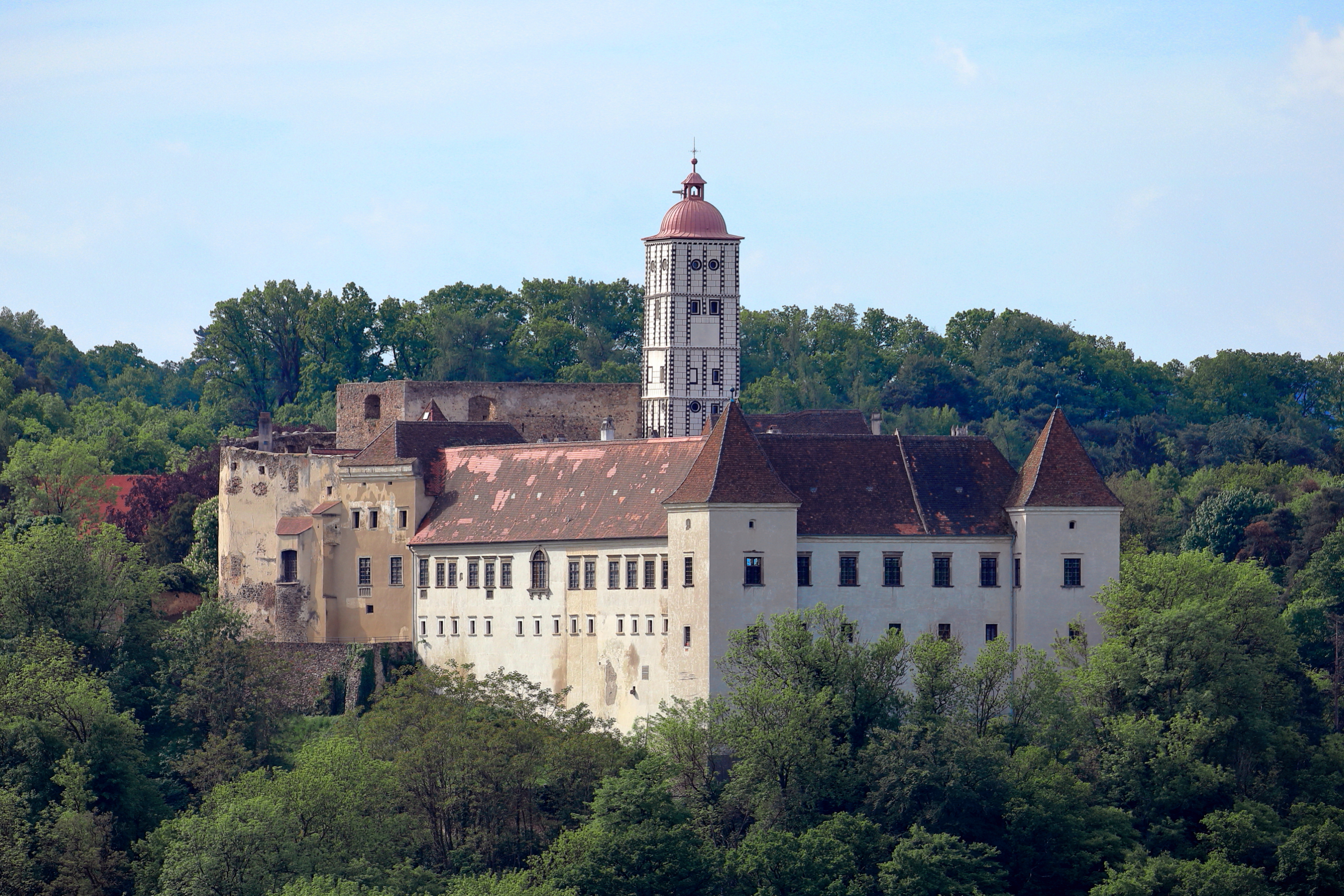
Schallaburg kastélya

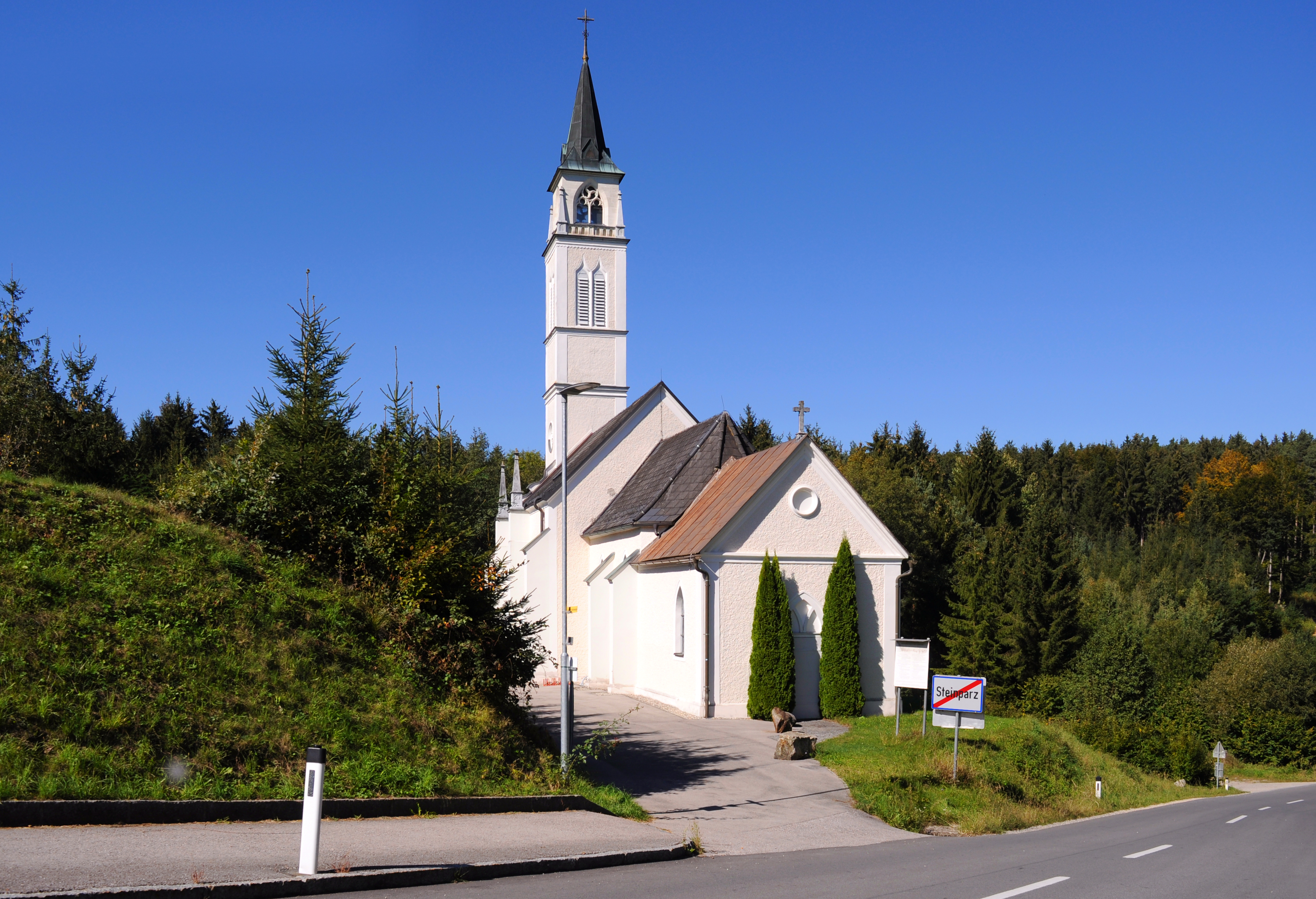
A Szűz Mária-kegytemplom

Schollach a tartomány Mostviertel régiójában fekszik a Schallabach folyó mentén. Területének 37,3%-a erdő, 52,2% áll mezőgazdasági művelés alatt. Az önkormányzat 7 települést egyesít: Anzendorf (168 lakos 2025-ben), Groß-Schollach (244), Klein-Schollach (30), Merkendorf (81), Roggendorf (349), Schallaburg (139) és Steinparz (71). 
A környező önkormányzatok: északkeletre Loosdorf, délkeletre Hürm, délnyugatra Sankt Leonhard am Forst, északnyugatra Melk.

## Története
Schollach területe az újkőkorban már lakott volt és a régészek tíz bronzkori sírt, valamint egy római út maradványait tárták fel. 
Egy Scalaha neívű birtok már 888/889-ben szerepelt a kremsmünsteri apátság egyik adománylevelében. A schallai grófság 1043 körül jött létre a Sigharding grófok itteni birtokaiból. Sighard de Scahala grófot 1110-ben említik. Több tulajdonosváltás után Hans Wilhelm von Losenstein 1576 és 1600 között reneszánsz kastéllyá építtette át a várat. A második világháborúig a Stubenbergek, Kletzel von Altenach, a Tintik és mások birtokolták a kastélyt. A második világháborút követően a megszálló szovjet hadsereg nagy károkat okozott az épületben, majd pusztulásnak indult, de 1968 után helyreállították. 
Sichtenberg várának urait 1170-ben említik először az oklevelek. Ők a 13. század közepén kihaltak, a Rädlerek birtoka volt 300 éven át, egészen 1541-ig. 1596-ban a Schallaburg család szerezte meg, akik nem törődtek a várral, amely lassan romba dőlt.
Az önkormányzat mai formájában 1970-ben jött létre Anzenbach község csatlakozásával. 

## Lakosság
A schollachi önkormányzat területén 2025 januárjában 1082 fő élt. Lakosságszáma 1981 óta gyarapodó tendenciát mutat. 2023-ban az ittlakók 97%-a volt osztrák állampolgár; a külföldiek közül 1,1% a régi (2004 előtti), 1,7% az új EU-tagállamokból érkezett. 0,1% a volt Jugoszlávia (Horvátország és Szlovénia kivételével) vagy Törökország; 0,1% egyéb ország polgára volt. 2001-ben a lakosok 93,7%-a római katolikusnak, 0,6% evangélikusnak, 0,4% ortodoxnak, 3,4% pedig felekezeten kívülinek vallotta magát. Ugyanekkor a legnagyobb nemzetiségi csoportot a német anyanyelvűeken (99,6%) kívül a csehek alkották 1 fővel.  
A népesség változása:

| 2016 | 948 |
| 2018 | 976 |

## Látnivalók
- Schallaburg kastélya
- a steinparzi Szűz Mária-kegytemplom